# Acacia desertorum
Acacia desertorum é uma espécie de leguminosa do gênero Acacia, pertencente à família Fabaceae.